# Banaran Kulon
Banaran Kulon is een bestuurslaag in het regentschap Nganjuk van de provincie Oost-Java, Indonesië. Banaran Kulon telt 5262 inwoners (volkstelling 2010).